# Nydri
Nydri (griechisch Νυδρί (n. sg.), transkribiert auch als Nidri) ist ein Dorf auf der griechischen Insel Lefkada im Ionischen Meer. Zusammen mit dem Dorf Rachi bildet es einen Stadtbezirk (Δημοτική Κοινότητα Νυδρίου Dimotikí Kinótita Nydríou) im Gemeindebezirk Ellomenos der Gemeinde Lefkada mit insgesamt 1.218 Einwohnern.

## Lage
Nydri liegt etwa in der Mitte Lefkadas an der Ostküste. Vorgelagert sind die Tilevoides (Taphische Inseln) und im Süden die nach dem Ort Geni benannte Halbinsel. Verkehrsverbindungen bestehen in den Süden der Insel nach Vasiliki und Richtung Norden nach Lefkada über die Griechische Nationalstraße 42.

## Geschichte

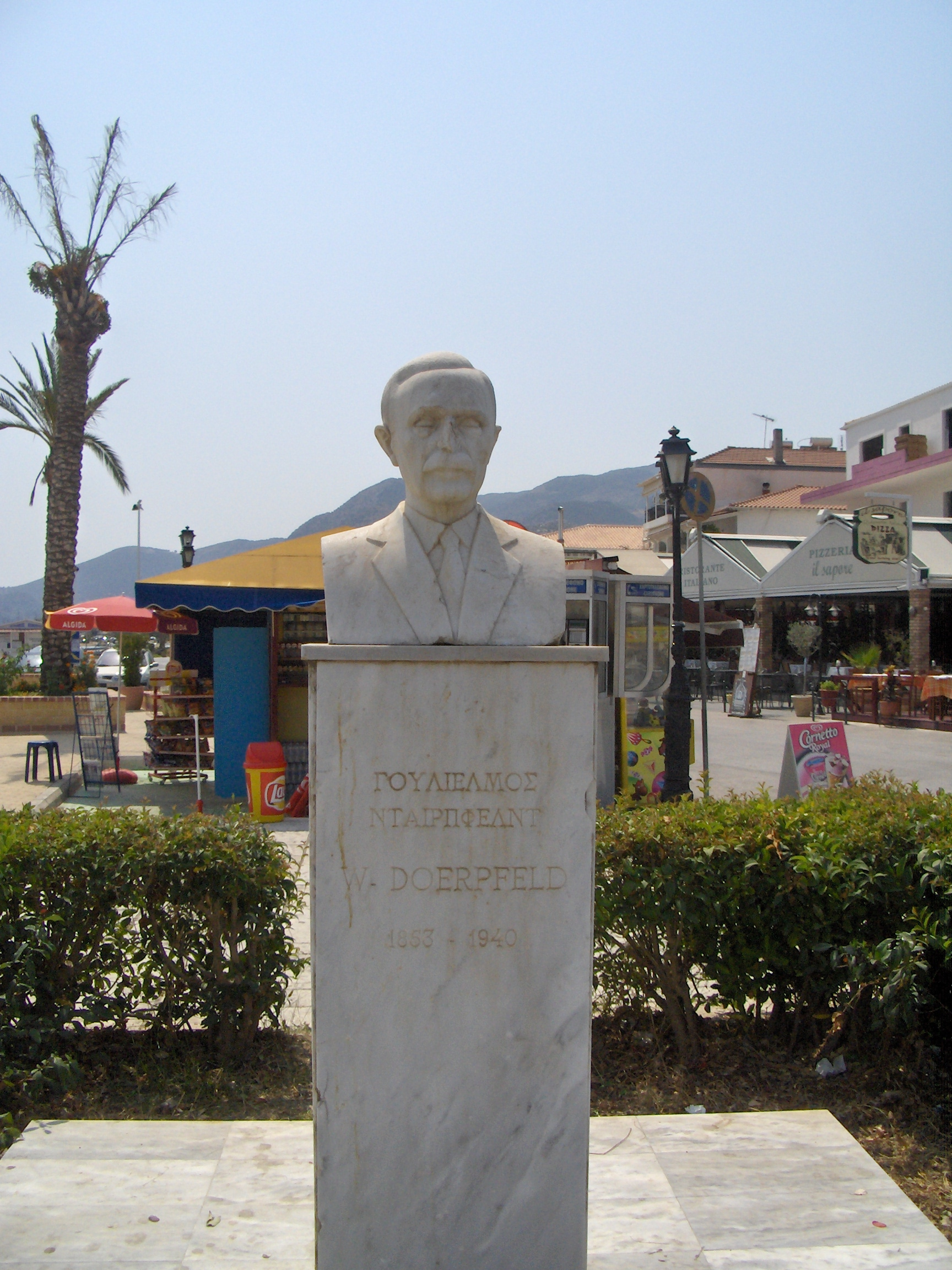
Wilhelm-Dörpfeld-Denkmal

Der natürliche Doppelhafen im Osten, eine schützende, ringförmige Bergkette sowie zahlreiche Karstquellen machten die Ebene von Nydri bereits seit der Frühbronzezeit zu einem begehrten Siedlungsplatz auf Lefkada. Die Überreste einer frühbronzezeitlichen Siedlung erbrachte eine Ausgrabung des deutschen Archäologen Wilhelm Dörpfeld zu Beginn des 20. Jahrhunderts.
1963 kaufte der Reeder Aristoteles Onassis die hinter Madouri etwa zwei Kilometer entfernt befindliche Insel Skorpios und machte sie zu einem Treffpunkt des Jetsets. Seit dieser Zeit sah Nydri einige internationale Gäste. Im Hafen steht eine Statue Onassis’. Im Dorf befindet sich ein Denkmal Wilhelm Dörpfelds, der hier im Jahr 1940 starb.
Nydri entwickelte sich zu einem belebten sommerlichen Urlaubsort.

## Verwaltung
Die Landgemeinde Nydri (Κοινότητα Νυδρίου Kinótita Nydríou) wurde 1930 gegründet und zählte zunächst zur Präfektur Preveza und ging 1946 mit der Gründung in die Präfektur Lefkada über. Rachi wurde 1961 und Dimosari 1971 als Siedlung anerkannt. Mit der Gemeindereform 1997 wurde Nydri mit acht weiteren Landgemeinden zur Gemeinde Elommenos zusammengelegt, diese wurde im Zuge der Kallikratis-Programm mit sechs weiteren Gemeinden zur neu geschaffenen Gemeinde Lefkada zusammengelegt, die die ganze Insel Lefkada mit Nebeninseln sowie den größeren Teil der Inselgruppe Tilevoides umfasst.
Einwohnerentwicklung von Nydri
| Name     | griechischer Name | Code       | 1920 | 1928 | 1940 | 1951 | 1961 | 1971 | 1981 | 1991 | 2001 | 2011 |
| -------- | ----------------- | ---------- | ---- | ---- | ---- | ---- | ---- | ---- | ---- | ---- | ---- | ---- |
| Nydri    | Νυδρί             | 3601030101 | 161  | 212  | 334  | 472  | 389  | 495  | 592  | 682  | 865  | 971  |
| Rachi    | Ράχη (f. sg.)     | 3601030102 |      |      |      |      | 121  | 110  | 084  | 088  | 146  | 247  |
| Dimosari | Δημοσάρι (n. sg.) | -          |      |      |      |      |      | 062  | 018  | 013  |      |      |
| Gesamt   | Gesamt            | 36010301   |      | 212  | 334  | 472  | 510  | 667  | 693  | 783  | 1011 | 1218 |